# Balassa György (pszichológus)
Baal Georges (Balassa György) (Budapest, 1938. május 17. – Saint-Mandé, 2013. december 6.) francia-magyar pszichológus, színész, rendező, színházkutató. A Centre National de Recherche Scientifique tudományos igazgatója, a New York University, a Faculté de Médecin és az Université Européenne de Philosophie tanára.

## Életpályája
Szülei: Balassa László pszichiáter és Meller Rózsi (1902–1960) drámaíró, mikrobiológus, kutató, vegyész volt. Budapesten érettségizett. 1956-tól Párizsban élt. 1965-ben biológiai, 1974-ben pszichológiai doktorátust szerzett. 1970-ben megalapította az ATRAAL-Théâtre nevű csoportot, melynek színésze és rendezője volt. 1979-től a francia állami kutatóintézet (C. N. R. S.) munkatársa volt. 1985-ben a magyar kultúra terjesztéséért megkapta a Szerzői Jogvédő Hivatal Nagydíját.
Kutatta a színjáték pszichoanalízisben és terápiában való felhasználásának lehetőségeit, a francia és magyar szürrealista színházművészet történetét. Párizsban a Pompidou Központban felolvasó-előadásokon magyar drámákat mutatott be.

## Bemutatott darabjai
- Madách Imre: Az ember tragédiája (1984)
- Déry Tibor: Óriáscsecsemő (1987)
- Déry Tibor: Ébredjetek fel (1987)
- Déry Tibor: Mit eszik reggelire (1987)
- Göncz Árpád: Pesszimista komédia (1992)

## Műfordításai
- Déry Tibor: Le Bébé Géant (Lyon, 1983)